# Введенское (село, Кетовский район)
Введенское — село в Кетовском районе Курганской области. Административный центр Введенского сельсовета.

## География
Село расположено на берегах реки Чернавки (ниже по течению — Чёрная) (приток Тобола), в 21 километре (37 км по автодороге) к северо-западу от районного центра села Кетово и в 17 километрах (24 км по автодороге) к западу от областного центра города Кургана.

### Часовой пояс
Введенское, как и вся Курганская область, находится в часовой зоне МСК+2. Смещение применяемого времени относительно UTC составляет +5:00.

## История

### Археологический памятник
В эпоху раннего железного века (середина — вторая половина I тысячелетия до н. э.) на территории вдоль течения рек Тобол и Исеть обитали полукочевые племена, относящиеся к гороховской культуре. Родственными племенами, заселявшими эту территорию, были племена саргатской культуры, которые пришли на территорию Притоболья в IV—III веке до н. э. из Прииртышья. Эти племена были очень похожи как по традициям погребального обряда, так и по хозяйственному укладу и образу жизни.
В окрестностях села есть археологический памятник: погребальный курган. Расположен в 2 км к западу от села Введенского. Датировка: ранний железный век (VII в. до н. э. — III в. н. э.).

### Пограничная крепость Чертищево (1681—1749)
Крепость Чертищево (название происходило от слова «черта, граница») основана в 1681 году. Главное значение этой черты в XVII веке было быть пограничной крепостью Российского государства. В исторических документах говорится: «Черта (граница) общей мерой 640 сажень (примерно 1 км 400 м) проходила от Зайковского моста, между улицами Вотина и Томина, через озерко возле школы № 1, далее по улицам Полевой и Ленина, до озера (конского). Северная часть села была защищена крутыми берегами речки Черная, а за ней начинался густой лес». Крепость Чертищево состояла из вертикальных бревен, пригнанных друг к другу, высотой пять метров. Центр её был всего 630 метров. Также имелись несколько башен для стрельбы из пушек. Линия военной обороны, напомним, была чуть меньше полутора километров. Там, где сейчас улицы Томина, Молодёжная и новые микрорайоны — были пашни, луга и пастбища. В 1710 году, через 29 лет после появления села, в нём насчитывалось 27 дворов.
В переписи письменного головы Ивана Денисовича Спешнева (датируется 1689 годом) указаны жители села Введенского. В других источниках этот документ — ревизская сказка 1719—1720 годов, писарь Филипп Казанцев. В списке 66 дворов. Основная часть населения были беломестными драгунами, получавшими за службу землю и денежное жалованье.

### Черновское — Введенское, духовно-ремесленный центр (1749—1917)
После расширения государства на юг и строительства новых пограничных линий в 1749 году военный гарнизон покинул село. В это время появляется название Черновское по названию реки Чёрной. Село поменяло своё название на Введенское в честь храма во имя Введения во храм Пресвятой Богородицы.
В Ведомости  Ялуторовского дистрикта Царёва Кургана от 11 января 1749 года указано, что в селе Введенском 64 двора, в которых крестьян, мужчин в возрасте от 16 до 50 лет 98 человек, у них огнестрельного оружия было 12 винтовок (у Федора Осипова, у Бориса Осипова, у Тимофея Корюкова, у Анкудина Тетерина, у Ивана Кокина, у Семёна Пылкова, у Василия Пономарева, у Конона Кетова, у Никиты Половинкина, у Ивана Галкина, у Лариона Соловьева и у Аверьяна Кочурова), 1 турка (у Алексея Иванова) и 1 гладь (у Якова Гонцова).
К 1763 году там было 80 дворов, в которых проживало 323 человека.
В середине XVIII века относилось к Царекурганской слободе Ялуторовского дистрикта, а с учреждением в 1782 году волостей стало центром Введенской волости Курганского уезда Тобольской губернии.
В конце XIX века село Введенское стало ещё и ремесленным центром и в нём проходила «Введенская ярмаркя» — 4 декабря (21 ноября по старому стилю) в престольный праздник православных христиан Введение во храм Пресвятой Богородицы. В то время в селе работали: паточный завод купца Бакина с годовым оборотом в 6000 рублей; 3 водяные, 2 ветряные мельницы и круподёрка; артельный маслодельный завод; 4 бакалейно-мелочные лавки, пивная и кабаки. Были второклассная церковно-приходская женская школа и при ней — образцовая смешанная церковно-приходская.

### Введенское в советский период (1917—1991)
В июне 1918 года установлена белогвардейская власть.
В августе 1919 года у станции Логоушка оборону держали белые 1-й Волжский и 2-й Самарский стрелковые полки, с двумя бронепоездами, чьи команды взрывали железнодорожное полотно, а у деревень Введенское и Зайково стояли 50-й Сибирский и какой-то казачий полки. В ночь с 13 на 14 августа 1919 года город Курган был занят вырвавшимся вперёд Сводным кавалерийским отрядом под командованием Н.Д. Томина, атаковавшем со стороны д. Новой (Рябково). Вечером 15 августа 1919 года со стороны с. Введенское в Курган вошли полки красной 3-й бригады.
В 1919 году образован Введенский сельсовет.
21 февраля  1921 года шайка бандитов неожиданно ворвалась в село Введенское Курганского уезда, разгромила волисполком, подожгла здание, захватила кассу с деньгами и другое имущество. Это происходило во время Западно-Сибирского восстания (1921—1922).
На основании постановлений ВЦИК от 3 ноября и 12 ноября 1923 года в составе Курганского округа Уральской области образован Чаусовский район с центром в городе Кургане, в состав района вошёл Введенский сельсовет. Постановлением Президиума Уралоблисполкома от 15 сентября 1926 года Чаусовский район переименован в Курганский район. С 17 января 1934 года Курганский район стал составной частью Челябинской области.
После образования Курганской области (6 февраля 1943 года) село входило в состав Курганского района Курганской области.
Решением Курганского облисполкома от 2 апреля 1949 года центр Курганского района перенесён из Кургана в с. Введенское.
Указом Президиума Верховного Совета РСФСР от 4 ноября 1959 года центр Курганского района перенесён в село Кетово.
В годы Советской власти жители села работали в колхозе имени Ленина.

### Современность (с 1992 года)
В соответствии с Законом Курганской области от 6 июля 2004 года № 419 Введенский сельсовет наделён статусом сельского поселения.

## Население
| 1763  | 1782  | 1795  | 1816  | 1834  | 1850  | 1858  |
| ----- | ----- | ----- | ----- | ----- | ----- | ----- |
| 323   | ↗447  | ↗554  | ↗634  | ↗869  | ↘865  | ↗1014 |
| 1868  | 1912  | 1926  | 1989  | 2002  | 2010  | 2021  |
| ↗1202 | ↗1492 | ↗1774 | ↗3701 | ↗3985 | ↗4537 | ↗5619 |

По данным переписи 1926 года в селе Введенское (Черновское) проживало 1774 человека, все русские.
По данным переписи населения 2002 года проживало 3985 человек, из них русские — 92 %.

## Русская православная церковь

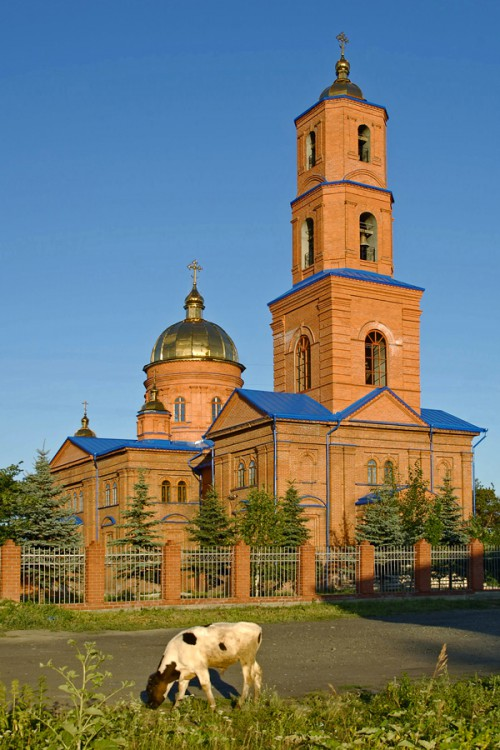
Церковь Введения во храм Пресвятой Богородицы.

В XVIII веке в селе была построена церковь в честь праздника Введение во храм Пресвятой Богородицы. Время постройки первого храма в селе неизвестно, но в ревизии 1720 года есть упоминание о храме. В 1770—1773 годах церковь сгорела. Преосвященнейший Варлаам, епископ Тобольский и Сибирский архипастырски благословил на погорелом месте построить новую церковь. Впоследствии это здание обветшало и в 1827 году построена новая деревянная однопрестольная церковь во имя Введения в храм Пресвятой Богородицы.
В конце XIX века в связи с увеличением числа прихожан и паломников появилась необходимость в постройке нового более вместительного храма. 27 марта (8 апреля) 1891 года прихожане получили грамоту на постройку каменной одноэтажной трёхпрестольной церкви. 20 апреля (2 мая) 1894 года новый Введенский храм был заложен по проекту тобольского епархиального архитектора Богдана Богдановича Цинке. Строительство храма велось быстрыми темпами с участием знаменитого курганского купца Александра Балакшина. 16 (28) сентября 1897 года благочинным Курганских городских и окружных церквей, протоиереем Дмитрием Кузнецовым в сослужении семи священников совершено освящение северного придела во имя св. Параскевы Пятницы. 30 января (11 февраля) 1898 года священник Дмитрий Кузнецов в сослужении шести священников освятил главный престол церкви – во имя Введения в храм Пресвятой Богородицы, а 5 (17) октября 1898 года был освящен третий престол во имя Святого Праведного Симеона Верхотурского.
Храм Введения во храм Пресвятой Богородицы села Введенского интересен тем, что росписи в нём выполнены не только в алтаре, но и во всем интерьере. Расписывал храм в 1903 году тобольский художник, академик живописи Никифор Комогоров. Некоторые сюжеты были сделаны им по образцам росписей Виктора Васнецова в Киеве, другие — по гравюрам Гюстава Доре. Позже, в 1906 году, несколько росписей при входе в храм написал иконописец из села Мехонское Шадринского уезда Иоанн Теплоухов, хотя уровень живописи его намного уступает академической, рядом он сделал крупную надпись о своём авторстве, поэтому иногда его считают автором всего интерьера.
4 ноября 1929 года решено церковь закрыть и передать под культурные цели: школу, избу-читальню и клуб. 12 января 1930 года президиум Курганского районного исполнительного комитета просил президиум окружного исполнительного комитета санкционировать решение о закрытии церкви. 13 января 1937 года председатель Челябинского областного исполнительного комитета А. Киселев и секретарь облисполкома М. Мурдина утвердили постановление президиума Курганского районного исполнительного комитета от 16 августа 1936 года, основанное на постановлениях граждан села Введенского и пленума Введенского сельского совета, требующих закрыть храм. Было рекомендовано использовать помещение под клуб и избу-читальню. Однако многие годы здание пустовало, а в 1944 году оно использовалась для хранения зерна.
В 1956 году Введенский храм находился в бесхозном состоянии и разрушался, поэтому по решению Курганского райисполкома помещения церкви были переданы Курганскому райпотребсоюзу для оборудования чайной и промтоварного магазина.
В 1989 году храм возвращен верующим, началось восстановление утраченной колокольни и купольного завершения, реконструкция окончена в 2005 году.
Рядом с Введенским храмом есть пруд, почитаемый верующими целебным.

### Чудотворный образ Святой Параскевы Пятницы
Священник и церковный писатель Александр Сулоцкий в своём «Описании наиболее чтимых икон, находящихся в Тобольской епархии», изданном в Санкт-Петербурге отдельной книгой в 1864 году, рассказывает о чудотворной иконе святой великомученицы Параскевы Пятницы хранившейся Введенским приходом на протяжении 200 лет: 
«Икона мученицы Параскевы, нареченный Пятницы, гораздо более против трех предыдущих икон чтимая в Курганском уезде, находится в церкви села Введенского, иначе Черновского, отстоящего от Кургана в девятнадцати верстах. Длиною она в аршин и полтора вершка, а шириною — в 14 вершков; мученица изображена на ней рельефом во весь рост, на главе ее венец, поддерживаемый двумя ангелами; в правой руке у нее, сложенной для крестного знамения, животворящий крест, а в левой — свиток с символом веры; на самой на ней хитон и поверх хитона еще другая, верхняя одежда; поверх всего изображения надпись: образ св. мученицы Параскевы; лик и руки св. мученицы писаны по приличию красками, хитон посеребрен, а верхняя одежда, также венец на главе, ангелы, крест и все прочее вызолочены. В 1860 году старанием местных священника Стефана Наумова и церковного старосты крестьянина Максима Осипова устроена на икону (стоящую за правым клиросом в тумбе, как бы киоте, с золочеными колоннами) серебряная под золотом риза весом в 6 фунтов и 54 золотника…». 
Размеры иконы в десятичной системе — 78 на 62 сантиметра. Судьба иконы после закрытия храма в 1930-х годах неизвестна.

## Образование
- Введенский детский дом, работает с 1997 года.[20]
- Введенский детский сад, работает с 2013 года.[21]
- Работает Введенская школа-интернат для детей с ограниченными возможностями.[22]
- Средняя общеобразовательная школа в селе Введенское основана в 1875 году. Первым учителем в ней стал сельский священник Иоанн (Авдеев). В настоящее время школа носит имя Огненного выпуска. В сорок первом году был первый выпуск школы как средней. И сразу после выпускного восемь ребят отправились добровольцами на фронт.[23]

## Культура
- В центре размещается мемориальный ансамбль: памятник и чугунные плиты с фамилиями земляков, погибших в Великой Отечественной войне. Имеет металлическое ограждение. Год создания — 1965[24].
- Работает МКОУ ДОД «Введенская детская музыкальная школа». Открыта в 1979 году[25]. В 2014 году стала победителем I Общероссийского конкурса «50 лучших детских музыкальных школ и детских школ искусств»[26].
- Действует спортивный корт[27].
- На улице Героя России Родькина действует детская игровая площадка[28].
- Действует литературное объединение в котором собираются местные литераторы[29].
- Возле сельсовета размещается «Мемориал пограничникам всех поколений»[30].
- На территории школы размещается памятник «Учителям и ученикам Введенской средней школы № 1, участникам Великой Отечественной войны» в виде мраморной стела с барельефом солдата в каске и с автоматом в правой руке Справа и слева имена земляков, погибших в Великой Отечественной войне. Год создания — 1986. Авторы — В. Мальцев, Т. Девятков[31].

## Известные жители
- Балакшин Александр Николаевич (1844—1921), купец, промышленный деятель.
- Веселков Михаил Анатольевич, участник ликвидации последствий на Чернобыльской АЭС. Награждён орденом "Мужества".[32]
- Виноградов, Леонид Петрович (1953-2003), священник Введенского храма, за особые заслуги по восстановлению храма погребён возле его северной стены.
- Дудников, Владимир Сергеевич, Почётный житель Кетовского района[12].
- Еремеев, Сергей Владимирович (род.1949), протоиерей Русской Православной Церкви на покое, подполковник КГБ в отставке, педагог. Награждëн рядом государственных и церковных наград (5 орденов, 16 медалей, иерархической церковные награды, ряд грамот и прочее). Проживает в старинном особняке конца XIX века по улице Добрияна.[33]
- Кетов, Фёдор Григорьевич, священник в селе Введенском, Курганского уезда, выпускник Тобольской духовной семинарии 1903 года[34][35]. Между 1909 и 1911 лишен священнического сана «за предосудительное поведение».
- Климай, Александр Петрович (род. 1955), врач, писатель (известен по произведениям "Ихтиандр" и "Онегин и княгиня N"), художник, академик РАНИ, лауреат множества премий; до 1995 года проживал в селе Введенском, в настоящее время живёт и работает в г Долгопрудный Московской области.[36]
- Кошелева, Татьяна Ивановна (род. 1962), преподаватель МКУ ДО «Введенская детская музыкальная школа», победитель Общероссийского конкурса «Лучший преподаватель школы искусств» (2016), Почётный гражданин села Введенское (2018)[37].
- Михайлова, Татьяна Самуиловна (род. 1954), литературный деятель, профессиональный художник, ветеран педагогического труда.[38]
- Петунин, Дмитрий Дмитриевич (1926 -1945), герой 2-го Прибалтийского фронта ВОВ, дважды награждён Орденом Славы III степени, Орденом Отечественной войны II степени. Герой живописного полотна "Память" 1995 года художника Виктора Морозкова.[39][40][41]
- Тимофеев, Николай Андреевич (род. 1936), Почётный гражданин Кетовского района, отличник народного образования[42][43].
- Янко, Михаил Данилович (1912—1998), ученый-литературовед, краевед, общественный деятель. С 1933 года жил и работал в Зауралье. До 1945 года был учителем русского языка и литературы, затем завучем и директором Введенской средней школы[44].